# Andrzej Sikorski (himalaista)
Andrzej Sikorski (ur. 16 stycznia 1948 we Wrocławiu, zm. 29 lipca 1975 w Pakistanie) – polski dziennikarz, taternik i himalaista. Absolwent Wydziału Finansów i Statystyki SGPiS w Warszawie oraz Instytutu Dziennikarstwa UW. Sekretarz redakcji w studenckim Merkuriuszu, równolegle w redakcji Życia Gospodarczego. Publicysta ekonomiczno-społeczny.
Obok dziennikarstwa, drugą jego życiową pasją były góry. Działacz ruchu alpinistycznego. Był jednym z założycieli oraz prezesem Federacji Akademickich Klubów Alpinistycznych. Zaczął wspinać się w 1968. W dwa lata później dokonał pierwszego znaczącego przejścia w Tatrach – powtórzenia drogi środkiem północnej ściany Wielkiej Jaworowej Turni. Latem 1971 był uczestnikiem warszawskiej wyprawy w góry Iranu – jednym z najaktywniejszych, o czym świadczą nowe drogi na Alam Kuhu i Bisutunie. Rok później wziął udział w warszawskiej wyprawie w Hindukusz – gdzie zdobył dziewicze  pięciotysięczniki. W 1975 został zaproszony do udziału we wrocławskiej wyprawie w Karakorum. Przyniosła mu ona życiowy sukces – pierwsze wejście na ośmiotysięczny Falchan Kangri Środkowy (Broad Peak Middle, 8011 m), a dzień później – 29 lipca – śmierć podczas zejścia ze szczytu.
Z żoną Teresą Sikorską miał córkę Dorotę, która wyszła za mąż za Aleksandra Potockiego. 

## Ważniejsze wyprawy
- Wielka Jaworowa Turnia – II przejście drogi Kurczaba, 02.08.1970[5]
- Zerd Kuh – I wejście północno-zachodnią grzędą, 18.08.1971[6]
- Kuh i Bisutun – I wejście centralnym kuluarem północnej ściany, 01-03.09.1971
- W82 i W81 – trawersowanie dziewiczych szczytów 5900 i 5980 m, z wejściem północno-wschodnim filarem, 14-15.08.1972[7]
- Noszak – wejście zachodnią grzędą, 23.08.1972
- Bżeduch – I wejście prawym filarem północno-zachodniej ściany, 13.08.1973
- Czegietkarabaszy – I wejście lewym żebrem południowo-wschodniej ściany, 16.08.1973
- Mur Bezingi – trawersowanie, 21.07 – 04.08.1974[8]
- Falchan Kangri Środkowy (Broad Peak Middle, 8016 m) – I wejście na wierzchołek, I polskie wejście na szczyt ośmiotysięczny, 05-28.07.1975[9]